# Todor Petrović
Todor Petrović (in serbo Тодор Петровић?; Glamoč, 18 agosto 1994) è un calciatore serbo, centrocampista del Voždovac.

## Carriera

### Club
Il 22 gennaio 2019 viene acquistato a titolo definitivo dalla squadra ucraina del Vorskla.

## Statistiche

### Presenze e reti nei club
Statistiche aggiornate al 7 marzo 2020.
| Stagione        | Squadra         | Campionato      | Campionato | Campionato | Coppe nazionali | Coppe nazionali | Coppe nazionali | Coppe continentali | Coppe continentali | Coppe continentali | Altre coppe | Altre coppe | Altre coppe | Totale | Totale |
| Stagione        | Squadra         | Comp            | Pres       | Reti       | Comp            | Pres            | Reti            | Comp               | Pres               | Reti               | Comp        | Pres        | Reti        | Pres   | Reti   |
| --------------- | --------------- | --------------- | ---------- | ---------- | --------------- | --------------- | --------------- | ------------------ | ------------------ | ------------------ | ----------- | ----------- | ----------- | ------ | ------ |
| 2014-2015       | Voždovac        | SL              | 21         | 0          | CS              | 5               | 0               | -                  | -                  | -                  | -           | -           | -           | 26     | 0      |
| 2015-2016       | Voždovac        | SL              | 18         | 0          | CS              | 1               | 0               | -                  | -                  | -                  | -           | -           | -           | 19     | 0      |
| 2016-2017       | Voždovac        | SL              | 25         | 1          | CS              | 3               | 0               | -                  | -                  | -                  | -           | -           | -           | 28     | 1      |
| 2017-2018       | Voždovac        | SL              | 21         | 1          | CS              | 1               | 0               | -                  | -                  | -                  | -           | -           | -           | 22     | 1      |
| 2018-gen. 2019  | Voždovac        | SL              | 11         | 0          | CS              | 1               | 0               | -                  | -                  | -                  | -           | -           | -           | 12     | 0      |
| Totale Voždovac | Totale Voždovac | Totale Voždovac | 96         | 2          |                 | 11              | 0               |                    | -                  | -                  |             | -           | -           | 107    | 2      |
| gen.-giu. 2019  | Vorskla         | PL              | 9          | 1          | CU              | 1               | 0               | -                  | -                  | -                  | -           | -           | -           | 10     | 1      |
| 2019-gen. 2020  | Vorskla         | PL              | 13         | 0          | CU              | 1               | 0               | -                  | -                  | -                  | -           | -           | -           | 14     | 0      |
| Totale Vorskla  | Totale Vorskla  | Totale Vorskla  | 22         | 1          |                 | 2               | 0               |                    | -                  | -                  |             | -           | -           | 24     | 1      |
| mar.-giu. 2020  | Inter Zaprešić  | 1. HNL          | 1          | 0          | CC              | 0               | 0               | -                  | -                  | -                  | -           | -           | -           | 1      | 0      |
| Totale carriera | Totale carriera | Totale carriera | 119        | 3          |                 | 13              | 0               |                    | -                  | -                  |             | -           | -           | 132    | 3      |